# Ugo Ugo Rūga
Ugo Ugo Rūga (ウゴウゴルーガ, ou Ugo Ugo Ruga, Ugo Ugo Ruuga) est une populaire émission de télévision pour enfants japonaise, diffusée tous les matins du 5 octobre 1992 au 25 mars 1994 sur la chaine Fuji Television. Son titre est supposément une anagramme de l'expression anglophone Go, go, Girl, inversant les syllabes de sa transcription phonétique Gou Gou Gaaru. L'émission change d'horaires tous les six mois : elle est diffusée d'abord de 6:10 à 6:40, puis de 7:30 à 8:00, puis de 7:00 à 7:30. Devant son succès, une deuxième édition est programmée tous les jours en soirée de 19:00 à 19:30, du 22 octobre 1993 au 25 janvier 1994. 
L'émission est présentée par deux enfants, le garçon Ugo Ugo-kun (Hideto Tajima, né fin 1984) et la fille Ruga-chan (Yuka Koide, née début 1985), avec des décors et des personnages secondaires réalisés sur Amiga par infographie en images de synthèse, sur des scénarios surréalistes. 
De nombreux produits dérivés sont tirés de l'émission et notamment de ses personnages virtuels, incluant des disques enregistrés avec des vedettes de l'époque : Yoko Oginome, CoCo (Modern Dōyō), C.C.Girls. 
L'émission est depuis devenue culte au Japon ; plus de quinze ans après l'arrêt de sa diffusion, des produits dérivés sont toujours disponibles, elle ressort en DVD, et un site officiel lui est dédié, ainsi qu'un blog officiel tenu par l'un des personnages virtuels de l'émission, Tomato-chan.  